# 嵴頰紅娘魚
嵴頰紅娘魚，為輻鰭魚綱鮋形目牛尾魚亞目角魚科的其中一種，分布於西印度洋的東非及南非海域，棲息深度230-335公尺，體長可達16公分，為底棲性魚類，生活在沙泥底質的大陸棚，屬肉食性。

## 擴展閱讀
維基物種上的相關：嵴頰紅娘魚